# Lignerolles, Allier

Lignerolles este o comună în departamentul Allier din centrul Franței. În 1 ianuarie 2022 avea o populație de 758 de locuitori.